# بويوك أغاييف
بويوك مماد أوغلو أغاييف (بالأذرية: Böyük Ağayev) - هو طبيب أذربيجاني ووزير الصحة لـ جمهورية أذربيجان الاشتراكية السوفيتية، (1958-1963) وقد كان رئيسًا لمعهد أذربيجان الحكومي للتدريب المتقدم للأطباء (1963-1965).

## سيرته الذاتية
وُلِدَ عام 1907 في مدينة شوشا. وقد التحق بمدرسة شوشا للمعلمين وهو يَبلغ الأربعة عشر من عمره، وبعد خمس سنوات، أَصبحَ يدرس في مدرسة قروية في شماخى. 
بين 1948-1953 عمل كمراقب رئيسي في وزارة الرقابة الحكومية في جمهورية أذربيجان الاشتراكية السوفيتية، ثُمَّ نائب وزير الصحة في جمهورية أذربيجان الاشتراكية السوفياتية منذ أبريل لعام 1953، وفي 1958 أصبح وزير الصحة رَسميًا لـ جمهورية أذربيجان الاشتراكية السوفيتية.
واُنتخب نائِبًا في الاجتماع الخامس لمجلس السوفيات الأعلى لجمهورية أذربيجان الاشتراكية السوفياتية، فضلا عن مجلس نواب العمال في مدينة باكو.

حصل أغاييف على وسام لينين في عام 1961 وعِدة ميداليات اتحاد الجمهوريات الاشتراكية السوفياتية.
توفي بويوك أغاييف في 1965 في مدينة باكو.

## جوائز
- وسام لينين (1961)